# 翻生武林
《翻生武林》，香港電視廣播有限公司拍攝製作的古裝武打喜劇電視劇；由蕭正楠、黃智賢、陳凱琳及簡慕華領銜主演，並由姜大衞、湯洛雯、泰臣及楊詩敏聯合主演，編審黃秉怡、湯健萍，監製歐耀興。
此劇為2017無綫節目巡禮14部劇集之一（僅推出宣傳海報，沒有發佈宣傳片）、無綫海外業務及簡介2017所推介的17部劇集之一。

## 演員表

### 平安客棧
| 演員           | 角色   | 暱稱／關係 |
| 簡慕華         | 玉嬌鳳 | 靚鳳（玉雲龍專稱）、嬌鳳姐 原名王天鳳 外號「崑仁仙子」 武器：崑仁雌劍 崑仁派弟子 平安客棧老闆娘 王掌門之女 玉雲龍之姊 魯童之師妹 仇不群之舊情人，後為其妻 討厭艾冰冰，後和好 20年前被王掌門及母親要求在鳳陽大戰後與玉雲龍隱姓埋名 |
| 柯驊汧（童年） | 玉雲龍 | 小龍（玉嬌鳳專稱）、小火龍（仇在心專稱）、玉雲蟲（仇在心、田青華專稱）、雲龍兄 原名王天龍 與仇在心合稱「無厘頭俠侶」 內功：《普善真經》 絕招：《普善真經》第十式之心心相印 武器：崑仁雄劍 崑仁派後人 平安客棧說書人 王掌門之子 玉嬌鳳之弟 任我飛之徒弟兼乾兒，後反目 謝過之患難好友 魏英雄之情敵 仇在心之歡喜冤家，先冤家後相戀，後為其夫 艾冰冰之鍾情對象，先利用後真心 被冤枉殺人而弄成入冤獄，後無罪釋放 於第17集被任我飛迫使喝毒酒而身中鵰毒，但不敢告訴他人 于第19集被成为新任东厂提督的任我飞委任为火麒麟才子，辅助其维护纲纪 於第20集因不想承受中毒痛苦而跳崖自盡，幸被魯公公救回及去除鵰毒 |
| 蕭正楠         | 玉雲龍 | 小龍（玉嬌鳳專稱）、小火龍（仇在心專稱）、玉雲蟲（仇在心、田青華專稱）、雲龍兄 原名王天龍 與仇在心合稱「無厘頭俠侶」 內功：《普善真經》 絕招：《普善真經》第十式之心心相印 武器：崑仁雄劍 崑仁派後人 平安客棧說書人 王掌門之子 玉嬌鳳之弟 任我飛之徒弟兼乾兒，後反目 謝過之患難好友 魏英雄之情敵 仇在心之歡喜冤家，先冤家後相戀，後為其夫 艾冰冰之鍾情對象，先利用後真心 被冤枉殺人而弄成入冤獄，後無罪釋放 於第17集被任我飛迫使喝毒酒而身中鵰毒，但不敢告訴他人 于第19集被成为新任东厂提督的任我飞委任为火麒麟才子，辅助其维护纲纪 於第20集因不想承受中毒痛苦而跳崖自盡，幸被魯公公救回及去除鵰毒 |
| 馮素波         | 蘇素素 | 齋姨 絕技：巴山無影針 崑仁派弟子 蘇蝦之母 平安客棧夥計 於20年前鳳陽大戰倖存 |
| 阮政峰         | 蘇 蝦  | 蝦蝦、傻蝦、蝦仔 絕技：巴山無影針 崑仁派後人，實為弟子 蘇素素之子 平安客棧小二 名字諧音甦蝦（粵語嬰兒之說法） |

### 東廠
| 演員           | 角色   | 暱稱／關係 |
| 黃智賢         | 仇不群 | 仇大人、提督大人 外號「金槍不倒」 封號：上柱國龍虎大將軍 武器：金槍 絕技：霹靂火神功 東廠提督 仇在心之義父兼師父 任我飛之徒弟，已於多年前反目 玉嬌鳳之舊情人，後為其夫 多年前與任我飛決鬥，任我飛失明後誤傷仇不群下體；其後被魯公公誤會其想做太監而為其淨身 於第7集假装废除仇在心武功并革除其职务，实则潜入平安客栈当间谍 於第19集與任我飛再次決鬥，被其打至重傷，獲救甦醒後，因腦髓受震而腦部經絡的瘀血未散，加上傷後長期臥床，心脾兩虛而失去記憶，並被其廢了武功 於第19集久病未癒被革除東廠提督之職 於第20集恢復記憶，弒君後自我了斷 影射岳不 |
| 陳偲穎（童年） | 仇在心 | 千戶大人、女魔頭、心心（玉雲龍專稱） 與玉雲龍合稱「無厘頭俠侶」 錦衣衛千戶，于第16集暂代东厂提督 內功：《普善真經》 絕招：《普善真經》第十式之心心相印 武器：崑仁雌劍 仇不群之義女 任我飛之徒弟，後反目 玉雲龍之歡喜冤家，先冤家後相戀，後為其妻 艾冰冰之好友兼情敵 於第7集假装被仇不群废除武功并革除职务，实则潜入平安客栈当间谍 於第20集得知玉雲龍中毒的一事而决定跟他殉情跳崖自盡，幸好被玉雲龍成功阻止 |
| 陳凱琳         | 仇在心 | 千戶大人、女魔頭、心心（玉雲龍專稱） 與玉雲龍合稱「無厘頭俠侶」 錦衣衛千戶，于第16集暂代东厂提督 內功：《普善真經》 絕招：《普善真經》第十式之心心相印 武器：崑仁雌劍 仇不群之義女 任我飛之徒弟，後反目 玉雲龍之歡喜冤家，先冤家後相戀，後為其妻 艾冰冰之好友兼情敵 於第7集假装被仇不群废除武功并革除职务，实则潜入平安客栈当间谍 於第20集得知玉雲龍中毒的一事而决定跟他殉情跳崖自盡，幸好被玉雲龍成功阻止 |
| 趙永洪         | 田青華 | 田大人、田副千戶 絕技：青蛙功（影射蛤蟆功） 錦衣衛副千戶，後兼任武林盟主 因插贓嫁禍仇在心而接替其千戶一職 於第10集被仇不群利用將其捧為武林盟主 於第15集被仇不群趕出東廠並投靠任我飛，並幫任我飛劫走玉嬌鳳，但於第16集被玉雲龍救走 於第16集被任我飛下毒，並且被任我飛指使的五大派打傷致死 |
| 王俊棠         | 魯公公 | 太監 多年前誤會被任我飛誤傷下體之仇不群想做太監而為其淨身 |
| 林敬剛         | 徐定虎 | 錦衣衛／「十獸」之一 名字諧音“除定褲” |
| 陳志健         | 扁 蝠  | 錦衣衛／「十獸」之一 武功低於常無妄一人之下，萬人之上 名字諧音蝙蝠 |
| 鄭世豪         | 仙 鶴  | 錦衣衛／「十獸」之一 絕招：仙鶴捕魚 |
| 李 嘉          | 黃 豹  | 錦衣衛／「十獸」之一 絕技：麻瘋怪拳 |
| 黃耀煌         | 凌 蛇  | 錦衣衛／「十獸」之一 孤兒，從小與蛇共同生活 名字諧音靈蛇 |
| 游莨維         | 袁 猴  | 錦衣衛／「十獸」之一 擁有如袁猴般敏捷的速度 名字諧音猿猴 |
| 何俊軒         | 武 狼  | 錦衣衛／「十獸」之一 |
| 姚浩政         | 藍 狐  | 錦衣衛／「十獸」之一 |
| 李晉強         | 戴 熊  | 錦衣衛／「十獸」之一 |
| 盧峻峯         | 洪 雞  | 錦衣衛／「十獸」之一 |
| 黃煒溏         | 楚留漣 | 東廠密探 被仇在心割去下體 影射楚留香 |

### 武林
凤阳大战后因朝廷禁武，颁布律法规定所有武林人士被收编入《英雄名册》，集中在＂武林圣地＂并服用＂宇宙最強恩赐丹＂（实为化功丸，服用后内功全无），且交由锦衣卫看

#### 武林盟主
| 演員   | 角色   | 暱稱／關係 |
| 姜大衞 | 任我飛 | 盟主、任大俠 武林盟主、新任東廠提督 心中有兩個性格：「善飛」及「惡飛」 內功：《普善真經》 絕技：吸精大法，邪魔植入大法，《普善真經》第十式之心心相印 武器：獨臂刀 仇不群之師父，已於多年前反目 玉雲龍、仇在心之師父 單戀玉嬌鳳 多年前被仇不群引入鳳陽皇陵被設局毐盲，並連同一本寫有武林秘笈的書籍「普善真經」被困，但在其離開皇陵前，使用獨臂劍時帶出的劍氣導致其性無能 正在籌謀一個已久的復仇大計，最終目的是從平安客棧的地下秘道前往皇宮刺殺皇帝 於第3集在玉嬌鳳的記憶中首次出現 於第8集正式登場 於第19集與仇不群再次決鬥，並將其打至重傷，令其獲救甦醒後，因腦髓受震而腦部經絡的瘀血未散，加上傷後長期臥床，心脾兩虛而失去記憶，並廢了其武功 於第19集从地下秘道前往皇宫刺杀皇帝不成，反被皇上招降，喝下浸炮过金龙之子的法兰西洋酒治好双眼，并受委成为新任东厂提督 於第20集吸盡玉雲龍及仇在心的功力後，使「善飛」打敗「惡飛」，由惡變善 名字影射任我行 |

#### 八大派

##### 玉女派（影射古墓派）
| 演員   | 角色   | 暱稱／關係                                                                                        |
| 雪 妮  | 小龍珠 | 龍珠掌門、老珠（真漢子專稱） 玉女派掌門 絕技：玉女索 與真漢子為情侶                               |
| 吳沚默 | 小龍舟 | 大師姐 玉女派大弟子 對謝過有意思 針對小龍姑的情节 影射丁敏君                                      |
| 楊詩敏 | 小龍姑 | 龍兒、姑姑 原名完顏無辜 女真族人／玉女派弟子 謝過之妻 曾誤會段背山為其救命恩人而鍾情其 影射小龍女 |
| 陳婉婷 | 小龍包 | 玉女派弟子                                                                                        |
| 梁 茵  |        | 玉女派弟子                                                                                        |
| 張雪瑩 |        | 玉女派弟子                                                                                        |
| 利穎怡 |        | 玉女派弟子                                                                                        |
| 潘冠霖 |        | 玉女派弟子                                                                                        |

##### 純真派（影射全真教）
| 演員   | 角色   | 暱稱／關係 |
| 張國強 | 真漢子 | 真道長 外號「北斗真人」 純真派掌門 絕技：五星劍法 與小龍珠為情侶                                                              |
| 泰 臣  | 謝 過  | 謝兄、過兒（小龍姑專稱）、謝大哥（段背山專稱） 純真派弟子 段背山之師兄 玉雲龍之患難好友 小龍姑之夫 名字諧音 : 借過 影射楊過 |
| 張彥博 | 段背山 | 段兄、段大哥、段義弟、背山兄 純真派弟子／今屆新進英雄 謝過之師弟，並喜歡其 有龍陽之癖 名字諧音 : 斷背山                     |
| 方紹聰 |        | 純真派弟子 |
| 袁鎮業 |        | 純真派弟子 |
| 招浩明 |        | 純真派弟子 |
| 郭子豪 |        | 純真派弟子 |
| 李 豪  |        | 純真派弟子 |

##### 八卦派（影射武當派）
| 演員   | 角色   | 暱稱／關係                     |
| 陳榮峻 | 張五行 | 張掌門 八卦派掌門 絕技：收風掌 |
| 譚偉權 | 常無妄 | 八卦派大弟子                   |
| 陳俊堅 |        | 八卦派弟子                     |
| 李泳豪 |        | 八卦派弟子                     |
| 繆家慶 |        | 八卦派弟子                     |

##### 般若派（影射少林派）
| 演員   | 角色  | 暱稱／關係                                    |
| 冼灝英 | 夢 雄 | 夢雄方丈 般若派掌門 影射刘夢熊 絕技：小小氣功 |
| 戴耀明 | 夢 醒 | 夢醒大師 般若派大弟子                         |
| 關梓陽 | 阿 發 | 般若派弟子                                    |
| 譚焯升 | 阿 毛 | 般若派弟子                                    |
| 楊家盛 |       | 般若派弟子                                    |

##### 百無幫（影射丐幫）
| 演員   | 角色   | 暱稱／關係                                                     |
| 歐瑞偉 | 史八公 | 史幫主 百無幫幫主 絕技：雙失棍法 影射：洪七公 名字諧音：死八公 |
| 董敬文 | 石九公 | 百無幫大弟子                                                   |
| 譚永浩 | 何天殘 | 百無幫弟子 一目失明                                            |
| 陳建文 | 冼地缺 | 百無幫弟子 一腿跛                                              |
| 陳浚霆 |        | 百無幫弟子                                                     |

##### 崑仁派（影射崑崙派）
- 名字諧音 : 昆人（骗人）派

| 演員   | 角色   | 暱稱／關係 |
| 區軒瑋 | 王掌門 | 崑仁派先掌門 武器：崑仁雄劍 神位化名玉游蟹 玉嬌鳳、玉雲龍之亡父 於20年前鳳陽大戰被錦衣衛殺害 |
| 吳香倫 | 王夫人 | 崑仁派先弟子 武器：崑仁雌劍 王掌門之妻 玉嬌鳳、玉雲龍之亡母 於20年前鳳陽大戰被錦衣衛殺害 |
| 鄭耀軒 | 魯 童  | 小寶、寶寶（孔雜專稱） 化名童寶寶 崑仁派弟子 玉嬌鳳之師兄 於20年前鳳陽大戰時為細作，倖免於難 因練成還童不老長春功變成九歲小孩 為取《普善真經》而接近孔雜 於第10集因發現任我飛而修練《普善真經》而遭其滅口 影射天山童姥 |
| 簡慕華 | 王天鳳 | 化名玉嬌鳳 外號「崑仁仙子」 武器：崑仁雌劍 崑仁派弟子 魯童之師妹 參見：平安客棧 |
| 范仲恒 |        | 崑仁派先弟子 於20年前鳳陽大戰被錦衣衛殺害 |

##### 青山派 （影射青城派）
- 「入青山」是香港粵語中「入精神病院」之代名詞

| 演員   | 角色   | 暱稱／關係 |
| 李 岡  | 梁初心 | 青山派先掌門 於20年前鳳陽大戰被錦衣衛殺害 |
| 鄭子誠 | 孔 雜  | 孔雜兄 化名曲阜 外號「爛蛋怪客」 武器：飛劍 青山派掌門／雜項工人 小紅之夫 曲洋之父 於20年前鳳陽大戰時為細作，倖免於難 為隱藏真正身份而找鬼醫為其改換面孔 由於聲線磁性吸引而被其他人認出 極度憎恨東廠及仇不群 於第12集被任我飛勸挑斷手筋誣衊東廠，後因被騙其間接令兒子胎死腹中而情緒崩潰，導致其瘋瘋癲癲，經常無故朗讀今日香港流行曲的歌詞，從1970年代許冠傑的《賣身契》到2010年代容祖兒的《習慣失戀》及陳奕迅的《活著多好》等，有「金句王」的外號。 於第19集說出秘道口號「世間始終你最好」（1980年代甄妮和羅文合唱的歌曲），幫助玉雲龍和仇在心開通秘道 於第20集迎娶艾雪 名字諧音恐襲 |
| 張漢斌 | 沙 林  | 青山派弟子 死士 孔雜之徒弟 與東廠敵對 於第4集在遊街示眾時吃了街坊丟上去的三文魚後噎喉自殺而死 名字諧音沙林毒氣 |

##### 堆田派（影射崆峒派）
| 演員           | 角色   | 暱稱／關係 |
| 楊證樺         |        | 堆田派先掌門 於20年前鳳陽大戰被錦衣衛殺害 |
| 馬蹄露         | 艾 雪  | 雪姑 外號「平生無敗飛鳳手」 內功：陰陽磨 絕技：飛鳳手 堆田派弟子 艾冰冰之母 於20年前鳳陽大戰時為細作，幸免於難 於第11集歸順東廠 於第20集嫁給孔雜 |
| 黃可盈（童年） | 艾冰冰 | 冰冰姑娘、冰冰仙子、豆腐西施 外號「寒冰公主」 絕技：寒冰掌，《普善真經》第十式之心心相印 堆田派後人 冰香豆腐舖老闆娘 艾雪之女 仇在心之好友兼情敵 玉雲龍之鍾情對象，先利用後真心 魏英雄之鍾情對象 於第13集被白蜘蛛咬後擁有令接觸的一切瞬間變冰 於第18集因為救中毒的玉雲龍而被任我飛殺死 影射《冰雪奇緣》主角爱莎 |
| 湯洛雯         | 艾冰冰 | 冰冰姑娘、冰冰仙子、豆腐西施 外號「寒冰公主」 絕技：寒冰掌，《普善真經》第十式之心心相印 堆田派後人 冰香豆腐舖老闆娘 艾雪之女 仇在心之好友兼情敵 玉雲龍之鍾情對象，先利用後真心 魏英雄之鍾情對象 於第13集被白蜘蛛咬後擁有令接觸的一切瞬間變冰 於第18集因為救中毒的玉雲龍而被任我飛殺死 影射《冰雪奇緣》主角爱莎 |

#### 隱世英雄
- 凤阳大战后不肯收编入《英雄名册》，而隐姓埋名
- 并於第11集被东厂招安，归顺朝廷

| 演員   | 角色     | 暱稱／關係 |
| 劉桂芳 | 九索飛環 | 合稱「雙生兒」 隱世英雄／巫婆 任我飛之夥伴並愛其 於第11集登場並假意歸順東廠 於第14集受任我飛指使而毒蘋果毒暈仇在心 名字影射香港電影《如來神掌》的「雙飛」九索飛玲與無定飛環 角色影射《白雪公主》中的巫婆 |
| 李麗麗 | 無定飛玲 | 合稱「雙生兒」 隱世英雄／巫婆 任我飛之夥伴並愛其 於第11集登場並假意歸順東廠 於第14集受任我飛指使而毒蘋果毒暈仇在心 名字影射香港電影《如來神掌》的「雙飛」九索飛玲與無定飛環 角色影射《白雪公主》中的巫婆 |
| 蔡國慶 | 天蠶腳   | 隱世英雄 任我飛之夥伴 於第11集登場並假意歸順東廠 影射天殘腳 |
| 江富強 | 污 糟    | 合稱「封塵三俠」 隱世英雄 任我飛之夥伴 於第11集登場並假意歸順東廠 影射風塵三俠 名字為粵語不乾淨之說法 |
| 邵卓堯 | 邋 遢    | 合稱「封塵三俠」 隱世英雄 任我飛之夥伴 於第11集登場並假意歸順東廠 影射風塵三俠 名字為粵語不乾淨之說法 |
| 周寶霖 | 唔乾淨   | 合稱「封塵三俠」 隱世英雄 任我飛之夥伴 於第11集登場並假意歸順東廠 影射風塵三俠 名字為粵語不乾淨之說法 |
| 鄭詠謙 | 步驚雲   | 隱世英雄 影射香港漫畫《風雲》兩大主角步驚雲與聶風 於第11集登場 |
| 余應彤 | 聶 風    | 隱世英雄 影射香港漫畫《風雲》兩大主角步驚雲與聶風 於第11集登場 |

### 其他人物
| 演員                | 角色     | 暱稱／關係 |
| 洋                  | 皇 上    | 大明皇帝 拥有金龙之子，能治百病 夢想剿滅武林，於是主張禁武，實行《英雄名冊》和恩賜丹制度 於第5集登場 于第19集招降任我飞，赐予浸炮过金龙之子的法兰西洋酒治好其双眼，并委任其成为新任东厂提督 於第20集被仇不群用手槍射殺 |
| 姜大衛              | 慕容風   | 東廠傀儡 假冒任我飛 喜歡花天酒地並貪戀錢財 假借「武林盟主」之名，行為及舉止橫行霸道 于第6集被孔杂杀害 影射慕容復 |
| 衛志豪              | 魏英雄   | 魏少俠 上屆新晉英雄 追求艾冰冰 玉雲龍之情敵 於第2集登場 名字諧音：偽英雄（假英雄） |
| 喬寶寶              | 力 士    | 隱世英雄 假冒外族人士 與孔雜合謀揭穿武林而亡 於第1集被東廠逼供，最後咬碎毒牙而死 |
| 李天縱              | 陳香蓮   | 田青華之妻 於第2集登場 被田青華拋棄，但其親身上京尋回田青華 影射秦香蓮 |
| 袁潔儀              | 小 紅    | 孔雜（曲阜）之妻 曲洋之母 因孔雜為拯救武林離去而淪落青樓 受仇不群指使欺騙孔雜 於第8集登場 |
| 馮子森              |          | 任我飛（慕容風）之手下（第1集起） |
| 蘇麗明              |          | 村民（第1集起） |
| 蓋世寶              |          | 村民（第1集起） |
| 霍健邦              |          | 村民（第1集起） |
| 沈可欣              |          | 村民（第1集起） |
| 杜大偉              |          | 村民（第1集起） |
| 鄭恕峰              |          | 村民（第1集起） |
| 狄哲龍              |          | 印度男團友（第1集） |
| 畢艾美              |          | 印度女團友（第1集） |
| 司徒忠              |          | 西洋男團友（第1集） |
| Rimma Filippovskikh |          | 西洋女團友（第1集） |
| 林俊其 Kris         |          | 朝鮮男團友（第1集） |
| 黃希婷 Shely        |          | 朝鮮女團友（第1集） |
| Morgan Ervita       |          | 中東女團友（第1集） |
| Siti Fatimah        |          | 暹羅女團友（第1集） |
| 蘇恩磁              |          | 鴇母（第1、15集） |
| 趙璧渝              |          | 妓女（第1集起） |
| 謝芷倫              |          | 妓女（第1集起） |
| 文雅                |          | 妓女（第1集起） |
| 陳華鑫              |          | 妓女（第1集起） |
| 曾 敏               |          | 妓女（第1集起） |
| 沈愛琳              |          | 妓女（第1集起） |
| 秦啟維              | 六指琴魔 | 琴高手 影射六指琴魔（第1集） |
| 翟威廉              | 閔大人   | 朝鮮使節 曾被安排與仇在心相睇（第2集） |
| 周煥培              | 李神醫   | 神醫（第2集） |
| 魏惠文              |          | 珍饈樓老闆（第2、6集） |
| 朱樂洺              |          | 村民（第2集起） |
| 司徒暉              |          | 村民（第2集起） |
| 周梓盈              |          | 村民（第2集起） |
| 容天佑              |          | 村民（第2集起） |
| 彭紀諺              |          | 村民（第2集起） |
| 李日昇              |          | 小二（第3集） |
| 張詩欣              |          | 團友（第3集） |
| 譚坤倫              | 羅公子   | 相親者（第3集） |
| 曾海昌              |          | 任我飛之弟子 因觸犯門規被任我飛廢武功並逐出師門（第3集） |
| 李嘉晉              |          | 任我飛之弟子 因觸犯門規被任我飛廢武功並逐出師門（第3集） |
| 黃建東              |          | 任我飛之弟子 因觸犯門規被任我飛廢武功並逐出師門（第3集） |
| 曾玉娟              |          | 家長（第4集） |
| 楊家輝              |          | 家長（第4集） |
| 鄭玉儀              |          | 家長（第4集） |
| 李海生              | 小 明    | 囚犯（第5–7集） |
| 曾健明              | 豬肉榮   | 村民（第5–6集） |
| 明德豐              | 西門英   | 外號「天下第一淫賊」 武器：淫賤雙勾 虛構人物 影射西門慶（第6集） |
| 馮柏然              | 賣魚勝   | 村民（第6集） |
| 計祥龍              |          | 和尚（第6集） |
| 梁晶晶              |          | 婦人（第6集） |
| 焦浩軒              |          | 珍饈樓小二（第6集） |
| 鬼 塚               | 鬼 醫    | 鬼醫 把孔雜的面孔換掉（第8集） |
| 許碧姬              |          | 乞兒婆（第9集） |
| 高爾珩              |          | 婆婆（第9集） |
| 許思敏              |          | 神婆（第9集） |
| 李子明              | 李老闆   | 酒樓老闆（第9、15集） |
| 布偉傑              |          | 神父（第9集） |
| 楊瑞麟              | 賈大人   | 官員（第10、12、19集） |
| 周麗欣              |          | 村民（第11集起） |
| 黃得生              |          | 村民（第12集起） |
| 吳偉豪              | 曲 洋    | 孔雜（曲阜）、小紅之子（第12集） |
| 李忠希              | 牛 叔    | 村民 牛妹之父（第13集） |
| 尹樂瞳              | 牛 妹    | 牛叔之女（第13集） |
| 馮康寧              | 陳鋸仁   | 鋸仁堂老闆 受東廠指使製造恩賜丹（第14集） |
| 林淽諾              |          | 女童（第14集） |
| 吳嘉儀              |          | 師太（第14集） |
| 譚俊雄              |          | 拐子佬（第14集） |
| 楊莉莉              |          | 香囊檔檔主（第14集） |
| 陳妹妹              |          | 婆婆（第19集） |

## 收視
本劇於香港無綫電視翡翠台及myTV SUPER7日跨平台總收視之紀錄：
| 週次 | 集數   | 日期                   | 收視率 | 備註                   |
| 1    | 1－5   | 2018年3月5日－3月9日   | 23點   | 星期一至五總收視23.4點 |
| 2    | 6－10  | 2018年3月12日－3月16日 | 22點   | 星期一至五總收視21.8點 |
| 3    | 11－15 | 2018年3月19日－3月23日 | 22點   | 星期一至五總收視22.4點 |
| 4    | 16－20 | 2018年3月26日－3月30日 | 22點   | 星期一至五總收視21.6點 |
| 全劇 | 全劇   | 全劇                   | 22點   | 平均收視22.3點         |

## 記事
- 2016年6月6日：此劇於12:30在將軍澳電視廣播城一廠Common Room舉行試造型記者會。[3][4][5]
- 2016年6月24日：此劇於15:00在將軍澳電視廣播城十六廠舉行開鏡拜神儀式。
- 2016年7月15日：此劇於15:30在將軍澳電視廣播城古裝街少林寺對出空地進行外景拍攝。
- 2018年2月25日：此劇於12:00在將軍澳工業村駿才街77號電視廣播城古裝街少林寺舉行「武林英雄大會」活動。
- 2018年3月2日：此劇於12:30在將軍澳新都城二期商場L1天幕大堂舉行「武林高手賀新春」宣傳活動。
- 2018年3月11日：此劇於14:00在馬鞍山鞍祿街18號新港城中心L2天幕廣場舉行「雙劍合璧顯功架」宣傳活動。
- 2018年3月22日：此劇於12:30在觀塘偉業街181號盈達商業大廈9樓A2室Best Tomorrowland舉行「擂台比武 大顯身手」宣傳活動。
- 2018年3月27日：此劇於13:00在尖沙咀碼頭近五支旗杆位置舉行「武林復活愛無盡」宣傳活動。

## 獎項

### 萬千星輝頒獎典禮2018（海外獎項 - 馬來西亞）
| 獎項            | 單位     | 結果 |
| --------------- | -------- | ---- |
| 最喜愛TVB劇集   | 翻生武林 | 提名 |
| 最喜愛TVB女主角 | 陳凱琳   | 提名 |

### 萬千星輝頒獎典禮2018（海外獎項 - 新加坡）
| 獎項            | 單位     | 結果 |
| --------------- | -------- | ---- |
| 最喜愛TVB劇集   | 翻生武林 | 提名 |
| 最喜愛TVB女主角 | 陳凱琳   | 提名 |

### 萬千星輝頒獎典禮2018
| 獎項               | 單位                     | 結果 |
| ------------------ | ------------------------ | ---- |
| 最佳劇集           | 翻生武林                 | 提名 |
| 最佳男配角         | 姜大衛                   | 提名 |
| 最受歡迎電視女角色 | 陳凱琳                   | 提名 |
| 飛躍進步女藝員     | 湯洛雯                   | 提名 |
| 最受歡迎電視歌曲   | 愛是無盡（主唱：林師傑） | 提名 |

## 軼事
- 此劇是曾守明的遺作之一。
- 此劇是簡慕華、何俊軒、李晉強的告別作。
- 此劇含有讽刺时弊的内容[6]，亦有人认为是抄袭无线经典旧作《盖世豪侠》。

## 外部連結
- 翻生武林 - myTV SUPER[]
- 翻生武林 新劇解構 - TVBUSA （页面存档备份，存于）

## 電視節目的變遷

### 香港播放
| 香港 無綫電視翡翠台 星期一至五 20:30 - 21:30 | 香港 無綫電視翡翠台 星期一至五 20:30 - 21:30 | 香港 無綫電視翡翠台 星期一至五 20:30 - 21:30 |
| -------------------------------------------- | -------------------------------------------- | -------------------------------------------- |
|                                              | 翻生武林 （2018-03-05 - 2018-03-30）         |                                              |
| 波士早晨 （2018-02-12 - 2018-03-03)          | 逆緣 （2018-04-02 - 2018-05-18）             |                                              |

### 香港以外地區播放
| 马来西亚 Astro AOD、Astro AOD HD 星期一至五 20:30 - 21:30 | 马来西亚 Astro AOD、Astro AOD HD 星期一至五 20:30 - 21:30 | 马来西亚 Astro AOD、Astro AOD HD 星期一至五 20:30 - 21:30 |
| --------------------------------------------------------- | --------------------------------------------------------- | --------------------------------------------------------- |
|                                                           | 翻生武林 （2018-03-05 - 2018-03-30）                      |                                                           |
| 波士早晨 （2018-02-12 - 2018-03-02)                       | 逆緣 （2018-04-02 - 2018-05-18）                          |                                                           |

| 新加坡 HUB戏剧首选 星期一至五 20:30 - 21:30 | 新加坡 HUB戏剧首选 星期一至五 20:30 - 21:30 | 新加坡 HUB戏剧首选 星期一至五 20:30 - 21:30 |
| ------------------------------------------- | ------------------------------------------- | ------------------------------------------- |
|                                             | 翻生武林 （2018-03-05 - 2018-03-30）        |                                             |
| 波士早晨 （2018-02-12 - 2018-03-02)         | 逆緣 （2018-04-02 - 2018-05-18）            |                                             |

| 翡翠台 星期一至五 20:30 - 21:30      | 翡翠台 星期一至五 20:30 - 21:30      | 翡翠台 星期一至五 20:30 - 21:30 |
| ------------------------------------ | ------------------------------------ | ------------------------------- |
|                                      | 翻生武林 （2018-03-05 - 2018-04-06） |                                 |
| 波士早晨 （2018-02-12 - 2018-03-03） | 逆緣 （2018-04-08 - 2018-05-24）     |                                 |

| HUB娛家戲劇台 劇集首映 每晚 19:00 - 20:00 | HUB娛家戲劇台 劇集首映 每晚 19:00 - 20:00 | HUB娛家戲劇台 劇集首映 每晚 19:00 - 20:00 |
| ----------------------------------------- | ----------------------------------------- | ----------------------------------------- |
|                                           | 翻生武林 （2018-06-13 - 2018-07-02）      |                                           |
| 波士早晨 （2018-05-29 - 2018-06-12）      | 逆緣 （2018-07-03 - 2018-08-06）          |                                           |

| 越南 SCTV9 星期一至五 19:00 - 20:00 | 越南 SCTV9 星期一至五 19:00 - 20:00  | 越南 SCTV9 星期一至五 19:00 - 20:00 |
| ----------------------------------- | ------------------------------------ | ----------------------------------- |
|                                     | 翻生武林 （2018-03-05 - 2018-03-30） |                                     |
| 波士早晨 （2018-02-12 - 2018-03-02) | 逆緣 （2018-04-02 - 2018-05-18）     |                                     |

| 無綫翡翠台香港時區 星期一至五 20:30 - 21:30 | 無綫翡翠台香港時區 星期一至五 20:30 - 21:30 | 無綫翡翠台香港時區 星期一至五 20:30 - 21:30 |
| ------------------------------------------- | ------------------------------------------- | ------------------------------------------- |
|                                             | 翻生武林 （2019-05-27 - 2019-06-21）        |                                             |
| 飛虎之潛行極戰 （2019-04-15 - 2019-05-24）  | 好日子 （2019-06-24 - 2019-07-19）          |                                             |

| Astro華麗台、Astro華麗台HD 星期一至五 20:30－21:30 時段 | Astro華麗台、Astro華麗台HD 星期一至五 20:30－21:30 時段 | Astro華麗台、Astro華麗台HD 星期一至五 20:30－21:30 時段 |
| ------------------------------------------------------- | ------------------------------------------------------- | ------------------------------------------------------- |
|                                                         | 翻生武林 （2019-08-16－2019-09-12）                     |                                                         |
| 棟仁的時光 （2019-07-19－2019-08-15）                   | 再創世紀 （2019-09-13－2019-11-01）                     |                                                         |